# 봉행
봉행(일본어: 奉行 부교[*])은 헤이안 시대에서 에도 시대에 걸쳐 존재한 일본 무가의 직명 중 하나이다. 봉행인(奉行人 부교닌[*])이라고도 하며, 그 직무를 실시하는 관공서를 봉행소(奉行所 부교쇼[*])라고 했다.

## 개요
본래 상사로부터 명령을 받아 그 일을 하는 행위를 받들어 수행한다(일본어: 奉行する)라고 하는 동사였다. 그 뒤, 그 담당자를 가리키는 말이 되었다.
헤이안 시대에 공사나 궁중 행사를 주관하는 임시직으로 만들어진 것이 그 시초이다. 당초에는 책임자인 공경 이하의 관인을 가리키는 말이었으나, 뒤에는 실무를 담당하는 장인(蔵人)·벤칸(弁官)·게키(外記) 등을 가리키게 되었다. 가마쿠라 막부 성립 이후에는 막부, 수호, 국인의 가정을 맡는 직무의 하나로 정해졌다. 막부나 슈고 다이묘가 임명하는 부교는 중견 간부나 벼슬아치의 성격이 강했으나, 고쿠진 영주의 부교직의 경우는 주로 영주를 보좌하여 가정을 총괄하는 슈쿠로(宿老)나 가로급의 지위를 가리키는 경우가 많다.
에도 시대에는 막부는 물론 다이묘의 영지 지배에 있어서도 에도 시대 중기 이후 번으로 일컬어지게 된, 관료제적 성질이 강한 통치기구를 형성하게 되고, 부교는 막부나 다이묘 가문의 상급 간부에서 하급 간부까지 그 직명에 많이 사용되게 되었다.
산부교는 간조부교 / 마치부교 / 지사부교로 구성되어 있었다. 이들은 전국의 사찰과 신토 신사들을 감독하였으며 이와 함께 각지의 도시들도 관리했다. 지샤 부교가 이 세 명들 중 가장 높았으며 각자의 영지를 소유한 사찰들과 신토 신사들의 재정을 감독하였다. 지샤 부교 다음의 지위는 칸조 부교였다. 4명으로 구성되어 있었는데, 로주를 직속 상관으로 두었다. 막부의 재정을 담당했다. 마치 부교는 에도를 비롯한 대도시들의 최고 행정 책임자들이었다. 그들은 시장, 경찰서장, 소방서장, 사무라이를 제외한 민간인들과 관련된 모든 업무들을 총괄했다. 보통 2명에서 3명이 1달씩 돌아가면서 관직을 맡았으며, 대부분의 경우 하타모토가 임명되는 경우가 흔했다.

## 같이 보기
- 마치부교
- 온고쿠부교